# 天津罪
《天津罪》是Purple software于2016年7月29日发售的18禁戀愛冒險美少女游戏，PlayStation Vita版本于2018年5月17日由PROTOTYPE发布。

## 剧情
为数不多的言灵使一族的诚，有一天因为憧憬和好奇心，离开村子跑到了外面的世界，却在某个乡村里病倒了，被织部心所救……

## 登场人物
織部誠
本作品的男主角。作为言灵使的后裔，有经常使用言灵的癖好。
織部心
声：秋野花
母亲经营的咖啡店的看板娘，性情善良，有点天然气息的少女。
朝比奈響子
声：夕季鈴
不善交际，有灵力的神社的独生女。
恋塚愛
声：山田優奈
和诚同属言灵一族，是该族的女儿，和诚是青梅竹马兼未婚妻，拥有比诚更大的力量。
水無月螢
声：小倉結衣
性格开朗，是心的朋友，拥有出色的沟通能力，诚的言灵之力对她没有效果。

## 职员
- 原画：克、月杜尋
- SD原画：鳥取砂丘
- 剧本：御影
- 音乐：

## 主题歌
片頭曲
作詞 - 石川泰 / 作曲・編曲 - 宝野聪史 / 歌 - 橋本美雪
插曲
作詞 - 石川泰 / 作曲・編曲 -  / 歌 - 山崎萌
片尾曲
作詞 - 石川泰 / 作曲 - yuki nakano、k ueno / 編曲 - yuki nakano / 歌 - 
織部心角色歌
作詞 - 石川泰 / 作曲・編曲 - yuki nakano / 歌 - 秋野花
朝比奈響子角色歌
作詞 - 石川泰 / 作曲・編曲 - 田中俊裕 / 歌 - 夕希鈴
恋塚愛角色歌
作詞 - 石川泰 / 作曲・編曲 - 山口たこ / 歌 - 山田ゆな
水無月螢角色歌
作詞 - 石川泰 / 作曲・編曲 -  / 歌 - 小倉結衣